# Jeziorosy
Jeziorosy (lit. Zarasai) – miasto na Litwie, na Auksztocie, w okręgu uciańskim, siedziba rejonu jezioroskiego, 49 km od Uciany.

## Historia
W latach 1836–1918 Jeziorosy nosiły nazwę Nowoaleksandrowsk.
Po wycofaniu się Niemców w grudniu 1918 roku miasto zostało zajęte bez walki przez bolszewików.